# Temporary Residence Limited
Temporary Residence Limited es un sello discográfico independiente ubicado en Brooklyn, Nueva York; aunque fue fundado en Baltimore, Maryland en 1996.

## Artistas
- Eluvium
- Envy
- Explosions in the Sky
- Grails
- Inventions
- Mono
- Pinback